# Generation Nothing
Generation Nothing – dziesiąty album studyjny amerykańskiego zespołu heavymetalowego Metal Church wydany 22 października 2013 roku przez Rat Pak Records.

## Lista utworów
Autorem utworów, jeśli nie podano inaczej, jest Kurdt Vanderhoof.
1. „Bulletproof” – 4:10
2. „Dead City” – 3:47
3. „Generation Nothing” – 5:05
4. „Noises in the Wall” – 8:57
5. „Jump the Gun” (Munroe / Vanderhoof) – 5:37
6. „Suiciety” (Munroe / Vanderhoof) – 5:44
7. „Scream” – 4:24
8. „Hits Keep Comin'” (Munroe / Vanderhoof) – 5:38
9. „Close to the Bone” – 4:43
10. „The Media Horse” (Munroe / Vanderhoof) – 5:07

## Twórcy
| Metal Church w składzie - Ronny Munroe – śpiew - Rick van Zandt – gitara prowadząca - Kurdt Vanderhoof – gitara, produkcja - Steve Unger – gitara basowa, wokal wspierający - Jeff Plate – perkusja | Personel - Dr. Tim Harding – inżynieria dźwięku - João Duarte – projekt okładki - "Iron" Mike Savoia – zdjęcia |